# Bandera de Palestina
La bandera del Estado de Palestina (en árabe: علم فلسطين‎, romanizado: ʿalam Filasṭīn) consiste en una bandera tricolor compuesta por tres franjas horizontales de igual tamaño (negra, blanca y verde, de arriba a abajo), superpuestas por un triángulo rojo que se extiende desde el asta. Lleva los colores panárabes, que se combinaron por primera vez durante la Revuelta Árabe de 1916, y representa al pueblo palestino y al Estado de Palestina. 
La bandera palestina está compuesta por tres franjas horizontales del mismo tamaño (negro, blanco y verde), unidas con un triángulo rojo situado en el borde más próximo al mástil. Los colores de las franjas horizontales simbolizan al Califato abasí, al Califato de la Dinastía de los Omeyas y al Califato fatimí. El triángulo rojo representa la dinastía hachemí que participó en la Rebelión árabe.
Los palestinos volvieron a utilizar la bandera de la Rebelión árabe a partir de la Conferencia Palestina celebrada en Gaza en el año 1948. La Organización para la Liberación de Palestina declaró esta bandera como símbolo de los palestinos en 1964 durante la celebración de la Conferencia Palestina de Jerusalén. El 15 de noviembre de 1988 fue definida por la OLP como la enseña del Estado de Palestina. 
El 13 de diciembre de 2011 se ondeó por primera vez en la UNESCO debido a la admisión de Palestina como miembro de la organización.
En 2015 la Asamblea General de la ONU adoptó la Resolución 69/320 relativa al izado de las banderas de los Estados observadores no miembros en las Naciones Unidas. Las Naciones Unidas decidieron que las banderas de Estados observadores no miembros, incluyendo la bandera del Estado de Palestina, se izaran en la Sede y las oficinas de las Naciones Unidas tras las banderas de los Estados miembros de la Organización. La Ceremonia de izado de la bandera del Estado de Palestina en la sede de la ONU en Nueva York se llevó a cabo el 30 de septiembre de 2015.

## Historia

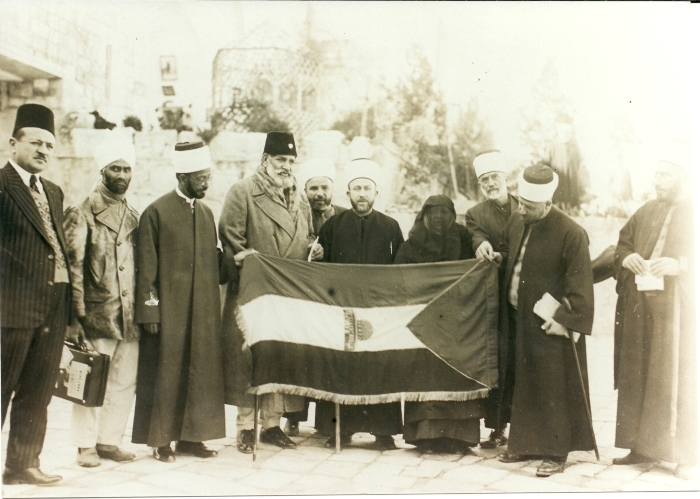
El activista independentista indio Shaukat Ali recibiendo una bandera árabe palestina (con la Cúpula de la Roca impresa en el centro) de manos de Amin al-Husseini y otros nacionalistas árabes palestinos en Jerusalén, Mandato Británico de Palestina.

La bandera utilizada por los nacionalistas árabes palestinos en la primera mitad del siglo XX es la bandera de la Revuelta árabe de 1916. Los orígenes de la bandera son objeto de disputa y mitología. En una versión, los colores fueron elegidos por el "Club de Literatura" nacionalista árabe en Estambul en 1909, basándose en las palabras del poeta árabe del siglo XIII Safi al-Din al-Hili:

Pregúntale a las lanzas altas, de nuestras aspiraciones.
Traer como testigos las espadas, ¿perdimos la esperanza?
Somos una banda, el honor detiene nuestras almas.
De empezar con el daño, aquellos que no nos harán daño.
Blancas son nuestras obras, negras son nuestras batallas,
Verdes son nuestros campos, rojas son nuestras espadas.

Otra versión da crédito a la Sociedad Árabe Joven, que se formó en París en 1911. Otra versión es que la bandera fue diseñada por Mark Sykes del Ministerio de Asuntos Exteriores británico. Cualquiera que sea la historia correcta, la bandera fue utilizada por Sharif Hussein a más tardar en 1917 y rápidamente pasó a ser considerada como la bandera del movimiento nacional árabe en el Mashriq.

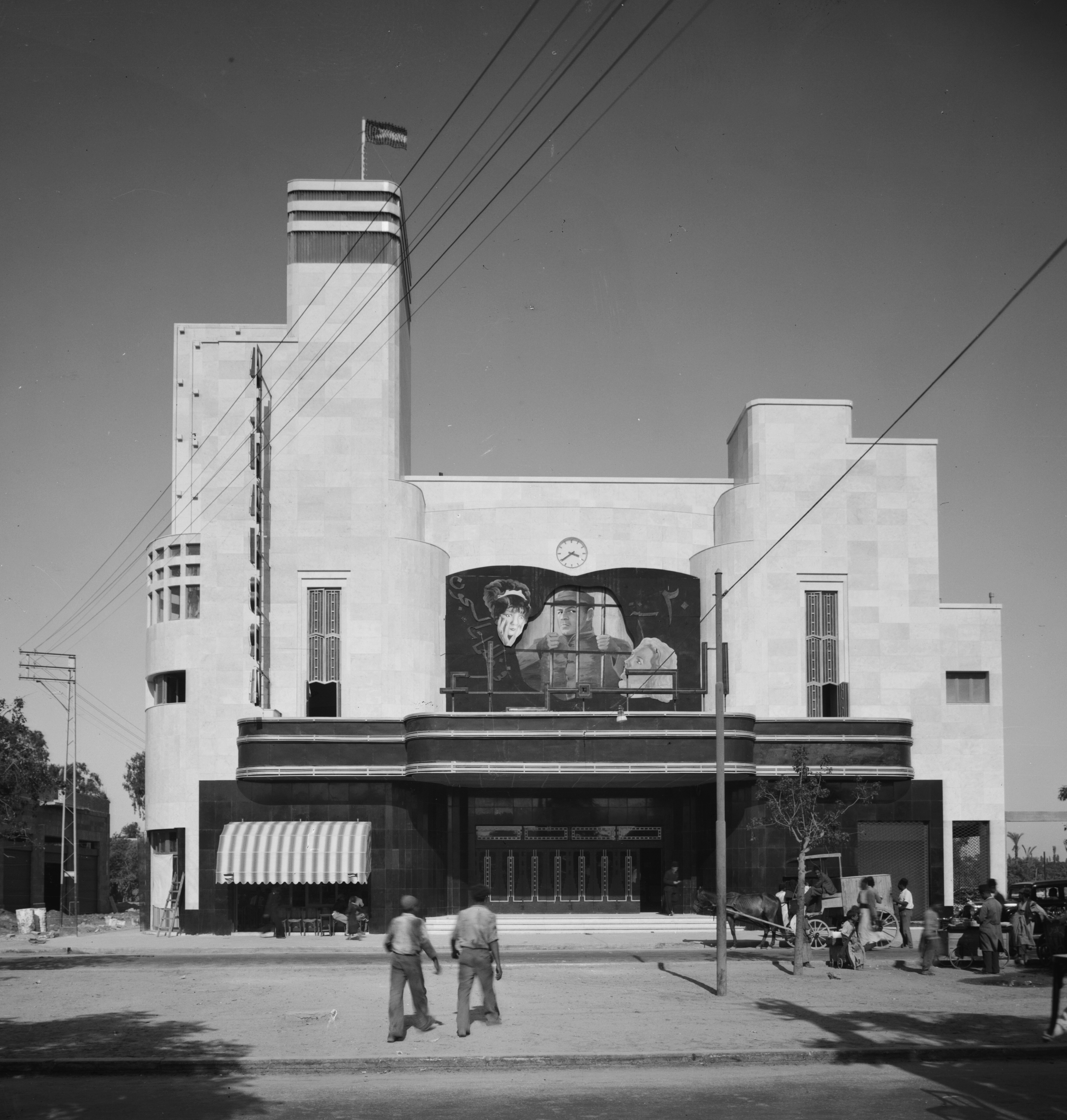
Bandera árabe palestina sobre el cine Alhambra, Jaffa, Mandato de Palestina, 1937

El 18 de octubre de 1948, la bandera de la Revuelta Árabe fue adoptada por el Gobierno de Toda Palestina y posteriormente reconocida por la Liga Árabe como bandera de Palestina. Una versión modificada (cambiando el orden de las franjas) se ha utilizado en Palestina al menos desde finales de la década de 1930 y fue adoptada oficialmente como bandera del pueblo palestino por la Organización para Liberación de Palestina (OLP) en 1964. El 1 de diciembre del mismo año, el Comité Ejecutivo de la Organización de Liberación estableció un sistema especial para la bandera especificando sus estándares y dimensiones, y los colores negro y verde se reemplazaron entre sí. El 15 de noviembre de 1988, la OLP adoptó la bandera como bandera del Estado de Palestina.
En el terreno, la bandera se utilizó ampliamente desde los Acuerdos de Oslo, con el establecimiento de la Autoridad Nacional Palestina en 1993. Hoy en día, los palestinos y sus partidarios ondean ampliamente la bandera.

## Otras banderas panárabes
La bandera es similar a la del Partido Baaz de Siria, que utiliza las mismas formas y colores pero una proporción de 2:3 a diferencia de la de Palestina de 1:2, así como la de la efímera Federación Árabe de Irak y Jordania (que tenía un triángulo equilátero en el asta). También es similar a la bandera del Sudán, la bandera de Jordania, y la bandera del Sáhara Occidental, todas las cuales se inspiran en la Rebelión Árabe en contra del dominio otomano (1916-1918). La bandera de la Rebelión árabe tenía la misma forma gráfica, pero los colores estaban dispuestos de forma diferente (blanco en la parte inferior, en lugar de en el medio).

## Banderas históricas

Bandera usada en 1931 por nacionalistas palestinos
Bandera usada durante la Revuelta árabe (1936-1939), simboliza la unidad de cristianos y musulmanes del país.
Bandera utilizada por la Liga Árabe para representar a Palestina (1945-1955)[7]
Variante de la bandera palestina con los colores en un orden distinto, usada de 1948 a 1964.
Bandera utilizada por el Gobierno del Protectorado de Toda Palestina, similar a la bandera de la Revuelta Árabe (con el orden cambiado de colores que recibió la bandera en 1920)

## Otras banderas

Versión con colores más oscuros, usada muy seguido
Variación de la bandera con triángulo más corto, utilizada por la Organización para la Liberación de Palestina hasta la década de 1980.
Variación de la bandera con triángulo más largo, usado a veces.